# 乙島まつり
乙島まつり（おとしままつり）は、岡山県倉敷市玉島乙島にある戸島神社の祭礼。

## 歴史
戸島神社の秋季例大祭についての記録は明治期の火災により、祭りに関する記録はほぼ焼失してしまった。しかし文政9年（1826）の御神幸行列の記録された古文書は残っており、千歳楽（せんざいらく）の原型と見られる御輿太鼓が四台（中山・川﨑・船堀・高地）、神輿の供まわりをしていることが記されている。また泉谷の御船も四台の御輿太鼓の先方に同行しており、おそらく今の担ぐ形式ではなく曳きだんじりの形式であったと見られる。
明治時代までは乙島村の志あげまつりと呼ばれていた。もともと祭りは10月最終日だったが、1968年（昭和43年）から10月最終土曜・日曜となった。
1992年（平成4年）には倉敷市重要無形民俗文化財に指定された。

## 行事
土曜日は各支部の千歳楽・御船・だんじりがそれぞれ別々に行動する。日曜日は朝の宮下がりの後、御船・千歳楽・だんじりの行列が1日をかけて乙島をまわる。まわり方には「東まわり」と「西まわり」があり、1年ごとに向きが変わる。夕方5時ごろからは夜の宮入りであり、力をあわせて170段の階段を担ぎ上げる。